# Amerikanische Brandseeschwalbe
Die Amerikanische Brandseeschwalbe, jetzt Cayenneseeschwalbe (Thalasseus acuflavidus, Syn.: Sterna acuflavida; Thalasseus sandvicensis acuflavidus) ist eine Vogelart aus der Unterfamilie der Seeschwalben (Sterninae).
Sie kommt auf den karibischen Inseln und entlang der Küsten des Atlantischen und Pazifischen Ozeans in Nord- und Südamerika vor.

## Beschreibung
Der Vogel ist 36–46 cm groß und wiegt 175–202 g.
Die Amerikanische Brandseeschwalbe ist der Brandseeschwalbe sehr ähnlich, unterscheidet sich  durch einen längeren und dünneren Schnabel mit gekrümmter Schnabeloberkante (culmen), Scheitel und Stirn sind leuchtend weiß, nicht grau. Der hinten breitere Augenring ist deutlicher, an den äußeren Handschwingen finden sich kleine Haken.

## Lebensweise
Die Nahrung besteht aus Fischen.

## Geografische Variation
Es werden folgende Unterarten anerkannt:
- T. a. acuflavidus (Cabot, 1847)[5], Nominatform – östliches Nordamerika bis südliche Karibik, überwintert in Peru und Uruguay
- T. a. eurygnathus (Saunders, 1876)[6] – Insel vor Venezuela und Guyanas, Norden und Osten Südamerikas

## Artstatus
Bis vor kurzem wurde die Amerikanische Brandseeschwalbe als Unterart der Brandseeschwalbe angesehen, so Avibase, IUCN Redlist und Handbook of the Birds of the World.
Im Jahre 2011 empfahl die British Ornithologists’ Union die Abspaltung als eigenständige Art.
2015 erfolgte durch die Association of European Rarities Committees die Empfehlung zur Abspaltung.
In der IOC World Bird List der International Ornithological Union ist diese Auftrennung bereits berücksichtigt.
Die Amerikanische Brandseeschwalbe ist näher mit der Schmuckseeschwalbe verwandt.